# Nordamerikanska U19-mästerskapet i volleyboll för damer
Nordamerikanska U19-mästerskapet (U-18 före 2021) i volleyboll för damer är en tävling för nordamerikanska landslag arrangerad av NORCECA vartannat år.

## Upplagor[1]
| Upplaga                                        | Upplaga                 | Podium                      | Podium                      | Podium                      |
| Säsong                                         | Värd                    | Mästare                     | Tvåa                        | Trea                        |
| ---------------------------------------------- | ----------------------- | --------------------------- | --------------------------- | --------------------------- |
| Före 2021 hade tävlingen 18 år som åldersgräns |                         |                             |                             |                             |
| 1998 mer information                           | Puerto Rico             | USA U18                     | Puerto Rico U18             | Kanada U18                  |
| 2000 mer information                           | Dominikanska republiken | Puerto Rico U18             | USA U18                     | Dominikanska republiken U18 |
| 2002 mer information                           | USA                     | USA U18                     | Dominikanska republiken U18 | Puerto Rico U18             |
| 2004 mer information                           | Puerto Rico             | USA U18                     | Puerto Rico U18             | Mexiko U18                  |
| 2006 mer information                           | USA                     | USA U18                     | Dominikanska republiken U18 | Puerto Rico U18             |
| 2008 mer information                           | Puerto Rico             | USA U18                     | Mexiko U18                  | Dominikanska republiken U18 |
| 2010 mer information                           | Guatemala               | USA U18                     | Mexiko U18                  | Puerto Rico U18             |
| 2012 mer information                           | Mexiko                  | USA U18                     | Dominikanska republiken U18 | Mexiko U18                  |
| 2014 mer information                           | Costa Rica              | Dominikanska republiken U18 | USA U18                     | Mexiko U18                  |
| 2016 mer information                           | Puerto Rico             | Dominikanska republiken U18 | USA U18                     | Mexiko U18                  |
| 2018 mer information                           | Honduras                | USA U18                     | Kanada U18                  | Kuba U18                    |
| 2020                                           | -                       | Ej genomförd                | Ej genomförd                | Ej genomförd                |
| Sedan 2022 har tävlingen 19 år som åldersgräns |                         |                             |                             |                             |
| 2022                                           | -                       | Ej genomförd                | Ej genomförd                | Ej genomförd                |
| 2024 mer information                           | USA                     |                             |                             |                             |

## Medaljörer
| Pos. | Lag                     | Guld | Silver | Brons | Totalt |
| ---- | ----------------------- | ---- | ------ | ----- | ------ |
| 1    | USA                     | 8    | 3      | -     | 11     |
| 2    | Dominikanska republiken | 2    | 3      | 2     | 7      |
| 3    | Puerto Rico             | 1    | 2      | 3     | 6      |
| 4    | Mexiko                  | -    | 2      | 4     | 6      |
| 5    | Kanada                  | -    | 1      | 1     | 2      |
| 6    | Kuba                    | -    | -      | 1     | 1      |